# Diclidophlebia tuberculata
Diclidophlebia tuberculata är en insektsart som beskrevs av Burckhardt, Altnt och Ouvrard 2006. Diclidophlebia tuberculata ingår i släktet Diclidophlebia och familjen rundbladloppor. Inga underarter finns listade i Catalogue of Life.